# نخل رگ‌رگ
نخل رگ‌رگ (نام علمی: Encephalartos transvenosus) نام یک گونه از راسته سرخس نخلی است.